# China op de Olympische Zomerspelen 1992
China nam deel aan de Olympische Zomerspelen 1992 in Barcelona, Spanje. Het was de vierde deelname. Er namen 244 sporters (117 mannen en 127 vrouwen) deel in 22 olympische sportdisciplines. Er werden 54 medailles gewonnen, waaronder 16 gouden.

## Medailleoverzicht
| Sport          | Olympiër(s) | Onderdeel                | Medaille |
| -------------- | --- | ------------------------ | -------- |
| Atletiek       | Chen Yueling | 10km snelwandelen (v)    | Goud     |
| Gymnastiek     | Li Xiaoshuang | vloer (m)                | Goud     |
| Gymnastiek     | Lu Li | brug (v)                 | Goud     |
| Judo           | Zhuang Xiaoyan | +72kg (v)                | Goud     |
| Schietsport    | Wang Yifu | 10m luchtpistool (m)     | Goud     |
| Schietsport    | Zhang Shan | skeet                    | Goud     |
| Schoonspringen | Sun Shuwei | 10m toren (m)            | Goud     |
| Schoonspringen | Gao Min | 3m plank (m)             | Goud     |
| Schoonspringen | Fu Mingxia | 10m toren (v)            | Goud     |
| Tafeltennis    | Lü Lin Wang Tao | dubbelspel (m)           | Goud     |
| Tafeltennis    | Deng Yaping | enkelspel (v)            | Goud     |
| Tafeltennis    | Deng Yaping Qiao Hong | dubbelspel (v)           | Goud     |
| Zwemmen        | Yang Wenyi | 50m vrije slag (v)       | Goud     |
| Zwemmen        | Zhuang Yong | 100m vrije slag (v)      | Goud     |
| Zwemmen        | Qian Hong | 100m vlinderslag (v)     | Goud     |
| Zwemmen        | Lin Li | 200m wisselslag (v)      | Goud     |
| Atletiek       | Huang Zhihong | kogelstoten (v)          | Zilver   |
| Badminton      | Guan Weizhen Nong Qunhua | dubbelspel (v)           | Zilver   |
| Basketbal      | Cong Xuedi Li Xin Liu Jun Wang Fang Zheng Dongmei He Jun Peng Ping Zheng Haixia Zheng Xiulin Li Dongmei Liu Qing Zhan Shuping | vrouwen                  | Zilver   |
| Boogschieten   | Wang Xiaozhu Ma Xiangjun Wang Hong                                                                                            | team (v)                 | Zilver   |
| Gewichtheffen  | Lin Qisheng | -52kg (m)                | Zilver   |
| Gewichtheffen  | Liu Shoubin | -56kg (m)                | Zilver   |
| Gymnastiek     | Li Jing | rekstok (m)              | Zilver   |
| Gymnastiek     | Li Jing | ringen (m)               | Zilver   |
| Gymnastiek     | Guo Linyao Li Chunyang Li Dashuang Li Ge Li Jing Li Xiaoshuang                                                                | meerkamp team (m)        | Zilver   |
| Gymnastiek     | Lu Li | balk (m)                 | Zilver   |
| Schermen       | Wang Huifeng | floret (v)               | Zilver   |
| Schietsport    | Wang Yifu | 50m pistool (m)          | Zilver   |
| Schietsport    | Li Duihong | 25m pistool (v)          | Zilver   |
| Schoonspringen | Tan Liangde | 3m plank (m)             | Zilver   |
| Tafeltennis    | Qiao Hong | enkelspel (v)            | Zilver   |
| Tafeltennis    | Chen Zihe Gao Jun | dubbelspel (v)           | Zilver   |
| Zeilen         | Zhang Xiaodong | lechner (v)              | Zilver   |
| Zwemmen        | Zhuang Yong | 50m vrije slag (v)       | Zilver   |
| Zwemmen        | Lin Li | 200m schoolslag (v)      | Zilver   |
| Zwemmen        | Wang Xiaohong | 200m vlinderslag (v)     | Zilver   |
| Zwemmen        | Lin Li | 400m wisselslag (v)      | Zilver   |
| Zwemmen        | Le Jingyi Lü Bin Zhuang Yong Yang Wenyi Zhao Kun                                                                              | 4x100m vrije slag (v)    | Zilver   |
| Atletiek       | Qu Yunxia | 1500m (v)                | Brons    |
| Atletiek       | Li Chunxiu | 10km snelwandelen (v)    | Brons    |
| Badminton      | Li Yongbo Tian Bingyi | dubbelspel (m)           | Brons    |
| Badminton      | Huang Hua | enkelspel (v)            | Brons    |
| Badminton      | Tang Jiuhong | enkelspel (v)            | Brons    |
| Badminton      | Lin Yanfen Yao Fen | dubbelspel (v)           | Brons    |
| Gewichtheffen  | Luo Jianming | -56kg (m)                | Brons    |
| Gewichtheffen  | He Yingqiang | -60kg (m)                | Brons    |
| Gymnastiek     | Li Xiaoshuang | rekstok (m)              | Brons    |
| Gymnastiek     | Guo Linyao | ringen (m)               | Brons    |
| Judo           | Li Zhongyun | -52kg (v)                | Brons    |
| Judo           | Zhang Di | -60kg (v)                | Brons    |
| Roeien         | Gu Xiaoli Lu Huali | dubbel-twee (v)          | Brons    |
| Schoonspringen | Xiong Ni | 10m toren (m)            | Brons    |
| Tafeltennis    | Ma Wenge | enkelspel (m)            | Brons    |
| Worstelen      | Sheng Zetian | -57kg Grieks-Romeins (m) | Brons    |

## Deelnemers en resultaten

### Atletiek
| Olympiër                                    | Onderdeel              | Resultaat | Prestatie |
| ------------------------------------------- | ---------------------- | --------- | --- |
| Li Tong                                     | 110m horden (m)        | 9e        | serie 3: 3de in 13,69 kwartfinale 3: 4de in 13,74 halve finale 2: 5de in 13,62 |
| Chen Shaoguo                                | 20km snelwandelen (m)  | 5e        | 1:24.06 |
| Li Mingcai                                  | 20km snelwandelen (m)  | DNF       | niet gefinisht |
| Chen Zunrong                                | verspringen (m)        | 10e       | kwalificatie groep A: 4de met 7,93m finale: 10de met 7,75m |
| Geng Huang                                  | verspringen (m)        | 8e        | kwalificatie groep B: 2de met 8,22m finale: 8ste met 7,87m |
| Chen Yanping                                | hink-stap-springen (m) | 36e       | kwalificatie groep A: 17de met 15,66m |
| Zou Sixin                                   | hink-stap-springen (m) | 8e        | kwalificatie groep B: 5de met 17,07m finale: 8ste met 17,00m |
| Xu Yang                                     | hoogspringen (m)       | 26e       | kwalificatie groep A: 13de met 2,20m |
| Wenge Yu                                    | discuswerpen (m)       | 17e       | kwalificatie groep B: 8ste met 59,42m |
| Zhang Lianbiao                              | speerwerpen (m)        | 25e       | kwalificatie groep A: 12de met 73,86m |
| Bi Zhong                                    | kogelslingeren (m)     | 12e       | kwalificatie groep B: 7de met 74,30m |
|                                             |                        |           | |
| Gao Han                                     | 100m (v)               | 28e       | serie 1: 4de in 11,68 kwartfinale 4: 7de in 11,76 |
| Tian Yumei                                  | 100m (v)               | 31e       | serie 6: 5de in 11,68 kwartfinale 1: 8ste in 11,78 |
| Xiao Yehua                                  | 100m (v)               | 27e       | serie 2: 3de in 11,69 kwartfinale 3: 7de in 11,73 |
| Chen Zhaojing                               | 200m (v)               | DSQ       | serie 5:gediskwalificeerd |
| Liu Li                                      | 1500m (v)              | 5e        | serie 1: 6de in 4.10,08 halve finale 1: 4de in 4.04,35 finale: 5de in 4.00,20 |
| Qu Yunxia                                   | 1500m (v)              | Brons     | serie 3: 1ste in 4.07,40 halve finale 2: 3de in 4.03,86 finale: 3de in 3.57,08 |
| Wang Xiuting                                | 10000m (v)             | 6e        | serie 2: 5de in 32.31,91 finale: 6de in 31.28,06 |
| Zhong Huandi                                | 10000m (v)             | 4e        | serie 1: 2de in 32.04,46 finale: 4de in 31.21,08 |
| Zhang Yu                                    | 100m horden (v)        | 15e       | serie 4: 4de in 13,26 kwartfinale 1: 6de in 13,28 halve finale 1: 7de in 13,39 |
| Zhu Yuqing                                  | 100m horden (v)        | 19e       | serie 2: 5de in 13,22 kwartfinale 3: 6de in 13,31 |
| Gao Han Tian Yumei Chen Zhaojing Xiao Yehua | 4x100m (v)             | 10e       | serie 1: 5de in 43,70 |
| Chen Yueling                                | 10km snelwandelen (v)  | Goud      | 44.32 (OR) |
| Cui Yingzi                                  | 10km snelwandelen (v)  | 5e        | 45.15 |
| Li Chunxiu                                  | 10km snelwandelen (v)  | Brons     | 44.41 |
| Liu Shuzhen                                 | verspringen (v)        | 16e       | kwalificatie groep A: 7de met 6,49m |
| Yang Juan                                   | verspringen (v)        | 14e       | kwalificatie groep B: 9de met 6,44m |
| Huang Zhihong                               | kogelstoten (v)        | Zilver    | kwalificatie groep B: 3de met 18,93m finale: 2de met 20,47m |
| Zhen Wenhua                                 | kogelstoten (v)        | 12e       | kwalificatie groep B: 6de met 18,17m finale: 12de met 17,81m |
| Zhou Tianhua                                | kogelstoten (v)        | 5e        | kwalificatie groep A: 3de met 18,63m finale: 5de met 19,26m |
| Min Chunfeng                                | discuswerpen (v)       | 11e       | kwalificatie groep B: 6de met 62,48m finale: 11de met 60,82m |
| Qiu Qiaoping                                | discuswerpen (v)       | 17e       | kwalificatie groep A: 8ste met 59,32m |
| Ha Xiaoyan                                  | speerwerpen (v)        | 15e       | kwalificatie groep B: 7de met 59,70m |
| Xu Demei                                    | speerwerpen (v)        | 14e       | kwalificatie groep A: 8ste met 59,98m |
| Zhu Yuqing                                  | zevenkamp (v)          | 16e       | 100m horden: 12de in 13,64 (1030 punten) hoogspringen: 6de met 1,82m (1003 punten) kogelstoten: 9de met 14,26m (811 punten) 200m: 5de in 23,83 (997 punten) verspringen: 20ste met 5,99m (846 punten) speerwerpen: 11de met 45,12m (766 punten) 800m: 26ste in 2.31,84 (670 punten) totaal: 6123 punten |

### Badminton
| Olympiër                 | Onderdeel      | Resultaat | Prestatie |
| ------------------------ | -------------- | --------- | --- |
| Liu Jun                  | enkelspel (m)  | 9e        | 1e ronde: vrij 2e ronde: W van FIN Jantti: 15-13, 15-7 3e ronde: V van DEN Stuer-Lauridsen: 15-10, 16-17, 9-15 |
| Wu Wenkai                | enkelspel (m)  | 9e        | 1e ronde: vrij 2e ronde: W van CAN Kaul: 15-7, 15-2 3e ronde: V van KOR Kim: 15-10, 7-15, 13-18 |
| Zhao Jianhu              | enkelspel (m)  | 5e        | 1e ronde: vrij 2e ronde: W van GBR Hall: 15-6, 15-9 3e ronde: W van IND Bhattacharya: 15-4, 15-12 kwartfinale: V van INA Susanto: 2-15, 17-14, 14-17                                                                                  |
| Chen Hongyong Chen Kang  | dubbelspel (m) | 9e        | 1e ronde: W van CAN Bitten/Blanshard: 15-6, 15-12 2e ronde: V van KOR Kim/Park: 15-11, 5-15, 9-15 |
| Li Yongbo Tian Bingyi    | dubbelspel (m) | Brons     | 1e ronde: W van MAS Cheah/Soo: 11-15, 18-15, 15-4 2e ronde: W van THA Siripul/Teerawiwatan: 9-15, 15-8, 15-8 kwartfinale: W van DEN Paulsen/Svarrer: 15-11, 12-15, 17-14 halve finale: V van INA Hartono/Gunawan: 9-15, 8-15          |
|                          |                |           | |
| Huang Hua                | enkelspel (v)  | Brons     | 1e ronde: vrij 2e ronde: W van USA French: 11-1, 11-1 3e ronde: W van GBR Muggeridge: 11-3, 11-2 kwartfinale: W van KOR Lee: 11-3, 10-12, 11-0 halve finale: V van INA Susanti: 4-11, 1-11                                            |
| Tang Jiuhong             | enkelspel (v)  | Brons     | 1e ronde: vrij 2e ronde: W van GBR Troke: 11-3, 11-1 3e ronde: W van CAN Julien: 12-9, 11-0 kwartfinale: W van AUS Lao: 11-1, 11-9 halve finale: V van KOR Bang: 3-11, 2-11                                                           |
| Guan Weizhen Nong Qunhua | dubbelspel (v) | Zilver    | 1e ronde: vrij 2e ronde: W van DEN Stuer-Lauridsen/Thomsen: 15-3, 15-12 kwartfinale: W van SWE Bengtsson/Bengtsson: 15-4, 15-9 halve finale: W van KOR Gil/Shim: 15-12, 2-15, 15-8 finale: V van KOR Hwang/Chung: 16-18, 15-12, 13-15 |
| Lin Yanfen Yao Fen       | dubbelspel (v) | Brons     | 1e ronde: vrij 2e ronde: W van JPN Jinnai/Mori: 15-7, 15-6 kwartfinale: W van AUS Lao/Cator: 18-13, 15-5 halve finale: V van KOR Hwang/Chung: 9-15, 8-15                                                                              |

### Basketbal

#### Mannen
| Olympiër | Onderdeel | Resultaat | Prestatie |
| --- | --------- | --------- | --- |
| Adiljan Jun Gong Xiaobin Hu Weidong Li Chunjiang Ma Jian Shan Tao Song Ligang Sun Fengwu Sun Jun Wang Zhidan Wu Qinglong Zhang Yongjun | mannen    | 12e       | groep B: 6de V van Litouwen: 75-112 V van Puerto Rico: 68-100 V van Gezamenlijk team: 84-100 V van Australië: 66-88 V van Venezuela: 88-96 9-12de plek: V van Angola: 69-79 11-12de plek: V van Venezuela: 97-100 |

| Groep A |                  |             |             |             |            |            |            |        |
| #       | Land             | Wedstrijden | Wedstrijden | Wedstrijden | Doelpunten | Doelpunten | Doelpunten | Punten |
| #       | Land             | G           | W           | V           | V          | T          | Saldo      | Punten |
| 1       | Gezamenlijk team | 5           | 4           | 1           | 425        | 373        | +52        | 9      |
| 2       | Litouwen         | 5           | 4           | 1           | 481        | 424        | +57        | 9      |
| 3       | Australië        | 5           | 3           | 2           | 432        | 396        | +36        | 8      |
| 4       | Puerto Rico      | 5           | 3           | 2           | 445        | 440        | +5         | 8      |
| 5       | Venezuela        | 5           | 1           | 4           | 392        | 427        | −35        | 6      |
| 6       | China            | 5           | 0           | 5           | 381        | 496        | −115       | 5      |

| Ronde        | Datum     | Plaats           | Land   | Score       | Land |
| ------------ | --------- | ---------------- | ------ | ----------- | ---- |
| Groepsfase   |           |                  |        |             |      |
| 26 juli      | Barcelona | China            | 75-112 | Litouwen    |      |
| 27 juli      | Barcelona | China            | 68-100 | Puerto Rico |      |
| 29 juli      | Barcelona | Gezamenlijk team | 100-84 | China       |      |
| 31 juli      | Barcelona | Australië        | 88-66  | China       |      |
| 2 augustus   | Barcelona | Venezuela        | 96-88  | China       |      |
| 9-12de plek  |           |                  |        |             |      |
| 4 augustus   | Barcelona | Angola           | 79-69  | China       |      |
| 11-12de plek |           |                  |        |             |      |
| 6 augustus   | Barcelona | China            | 97-100 | Venezuela   |      |

#### Vrouwen
| Olympiër | Onderdeel | Resultaat | Prestatie |
| --- | --------- | --------- | --- |
| Cong Xuedi Li Xin Liu Jun Wang Fang Zheng Dongmei He Jun Peng Ping Zheng Haixia Zheng Xiulin Li Dongmei Liu Qing Zhan Shuping | vrouwen   | Zilver    | groep B: 2de W van Spanje: 66-63 V van Verenigde Staten: 67-93 W van Tsjecho-Slowakije: 72-70 halve finale: W van Cuba: 109-70 finale: V van Gezamenlijk team: 66-76 |

| Groep B |                   |             |             |             |        |        |        |        |
| #       | Land              | Wedstrijden | Wedstrijden | Wedstrijden | Punten | Punten | Punten | Punten |
| #       | Land              | G           | W           | V           | V      | T      | Saldo  | Punten |
| 1       | Verenigde Staten  | 3           | 3           | 0           | 318    | 181    | +137   | 6      |
| 2       | China             | 3           | 2           | 1           | 205    | 226    | −21    | 5      |
| 3       | Spanje            | 3           | 1           | 2           | 181    | 238    | −57    | 4      |
| 4       | Tsjecho-Slowakije | 3           | 0           | 3           | 183    | 242    | −59    | 3      |

| Ronde        | Datum     | Plaats            | Land   | Score  | Land |
| ------------ | --------- | ----------------- | ------ | ------ | ---- |
| Groepsfase   |           |                   |        |        |      |
| 30 juli      | Barcelona | China             | 66-63  | Spanje |      |
| 1 augustus   | Barcelona | Verenigde Staten  | 93-67  | China  |      |
| 3 augustus   | Barcelona | Tsjecho-Slowakije | 70-72  | China  |      |
| Halve finale |           |                   |        |        |      |
| 5 augustus   | Barcelona | Cuba              | 70-109 | China  |      |
| Finale       |           |                   |        |        |      |
| 7 augustus   | Barcelona | Gezamenlijk team  | 76-66  | China  |      |

### Boksen
| Olympiër        | Onderdeel | Resultaat | Prestatie                                                                       |
| --------------- | --------- | --------- | ------------------------------------------------------------------------------- |
| Liu Gang        | -51kg (m) | 17e       | 1e ronde: V van DOM Avila: scheidsrechterlijke beslissing                       |
| Zhang Guangping | -54kg (m) | 17e       | 1e ronde: V van ALG Zengli: 0-4                                                 |
| Lu Chao         | -75kg (m) | 9e        | 1e ronde: vrij 2e ronde: V van BUL Trendafiilov: scheidsrechterlijke beslissing |
| Bai Chongguang  | -81kg (m) | 17e       | 1e ronde: V van KOR Da: 18-4                                                    |

### Boogschieten
| Olympiër                           | Onderdeel       | Resultaat | Prestatie |
| ---------------------------------- | --------------- | --------- | --- |
| Fu Shengjun                        | individueel (m) | 29e       | plaatsingsronde: 25ste met 1284 punten 1e ronde: V van INA Setijawan: 96-106 |
| Hao Wei                            | individueel (m) | 51e       | plaatsingsronde: 51ste met 1249 punten |
| Liang Qiang                        | individueel (m) | 58e       | plaatsingsronde: 58ste met 1231 punten |
| Fu Shengjun Hao Wei Liang Qiang    | team (m)        | 19e       | plaatsingsronde: 14de met 3764 punten 1e ronde: V van Australië: 230-238 |
|                                    |                 |           | |
| Ma Xiangjun                        | individueel (v) | 12e       | plaatsingsronde: 11de met 1313 punten 1e ronde: W van POR Sousa: 101-98 2e ronde: V van EUN Lorig: 104-111 |
| Wang Hong                          | individueel (v) | 31e       | plaatsingsronde: 17de met 1302 punten 1e ronde: V van HUN Kovacs: 93-103 |
| Wang Xiaozhu                       | individueel (v) | 4e        | plaatsingsronde: 19de met 1295 punten 1e ronde: W van PRK Kim: 103-102 2e ronde: W van KOR Lee: 107-103 kwartfinale: W van EUN Lorig: 108-101 halve finale: V van KOR Kim: 105-106 bronzen finale: V van EUN Valeeva: 102-104 |
| Ma Xiangjun Wang Hong Wang Xiaozhu | team (v)        | Zilver    | plaatsingsronde: 3de met 3910 punten 1e ronde: W van Nederland: 230-230 kwartfinale: W van Noord-Korea: 235-227 halve finale: W van EUN: 224-224 finale: V van Zuid-Korea: 224-236                                            |

### Gewichtheffen
| Olympiër      | Onderdeel   | Resultaat | Prestatie                                                          |
| ------------- | ----------- | --------- | ------------------------------------------------------------------ |
| Lin Qisheng   | -52kg (m)   | Zilver    | trekken: 1ste met 115 kg stoten: 2de met 147,5 kg totaal: 262,5 kg |
| Zhang Zairong | -52kg (m)   | DNF       | trekken: 1ste met 115 kg stoten: geen geldige poging               |
| Liu Shoubin   | -56kg (m)   | Zilver    | trekken: 2de met 130 kg stoten: 3de met 147,5 kg totaal: 277,5 kg  |
| Luo Jianming  | -56kg (m)   | Brons     | trekken: 3de met 125 kg stoten: 2de met 152,5 kg totaal: 277,5 kg  |
| He Yingqiang  | -60kg (m)   | Brons     | trekken: 4de met 130 kg stoten: 3de met 165 kg totaal: 295 kg      |
| Wang Yong     | -67,5kg (m) | DNF       | trekken: 4de met 140 kg stoten: geen geldige poging                |
| Lin Wensheng  | -75kg (m)   | 9e        | trekken: 14de met 145 kg stoten: 7de met 187,5 kg totaal: 332,5 kg |
| Lu Gang       | -75kg (m)   | 8e        | trekken: 9de met 150 kg stoten: 8ste met 185 kg totaal: 335 kg     |
| Cai Yanshu    | -82,5kg (m) | 11e       | trekken: 13de met 157,5 kg stoten: 9de met 192,5 kg totaal: 350 kg |
| Li Yunnan     | -82,5kg (m) | 9e        | trekken: 7de met 160 kg stoten: 8ste met 195 kg totaal: 355 kg     |

### Gymnastiek
| Olympiër                                                       | Onderdeel                | Resultaat    | Prestatie |
| Ritmisch                                                       | Ritmisch                 | Ritmisch     | Ritmisch |
| -------------------------------------------------------------- | ------------------------ | ------------ | --- |
| Bai Mei                                                        | individueel (m)          | 29e          | kwalificatie: hoepel: 20ste met 9,150 punten touw: 41ste met 8,525 punten knotsen: 21ste met 8,975 punten touw: 20ste met 9,125 punten totaal: 35,775 punten |
| Guo Shasha                                                     | individueel (m)          | 36e          | kwalificatie: hoepel: 11de met 9,300 punten touw: 32ste met 8,900 punten knotsen: 41ste met 8,300 punten touw: 37ste met 8,625 punten totaal: 35,125 punten |
| Turnen                                                         |                          |              | |
| Guo Linyao                                                     | brug (m)                 | Brons        | kwalificatie: 6de met 19,425 punten finale: 3de met 9,800 punten |
| Li Jing                                                        | brug (m)                 | Zilver       | kwalificatie: 5de met 19,500 punten finale: 2de met 9,812 punten |
| Li Xiaoshuang                                                  | brug (m)                 | kwalificatie | kwalificatie: 7de met 19,375 punten |
| Guo Linyao                                                     | paard met bogen (m)      | 4e           | kwalificatie: 4de met 19,500 punten finale: 4de met 9,875 punten |
| Li Jing                                                        | paard met bogen (m)      | 7e           | kwalificatie: 5de met 19,475 punten finale: 7de met 9,25 punten |
| Li Xiaoshuang                                                  | paard met bogen (m)      | kwalificatie | kwalificatie: 8ste met 19,450 punten |
| Guo Linyao                                                     | rekstok (m)              | 4e           | kwalificatie: 7de met 19,425 punten finale: 4de met 9,812 punten |
| Li Jing                                                        | rekstok (m)              | 8e           | kwalificatie: 3de met 19,550 punten finale: 8ste met 6,425 punten |
| Li Xiaoshuang                                                  | rekstok (m)              | kwalificatie | kwalificatie: 8ste met 19,400 punten |
| Li Jing                                                        | ringen (m)               | Zilver       | kwalificatie: 5de met 19,650 punten finale: 2de met 9,875 punten |
| Li Xiaoshuang                                                  | ringen (m)               | Brons        | kwalificatie: 7de met 19,625 punten finale: 3de met 9,862 punten |
| Li Xiaoshuang                                                  | sprong (m)               | 4e           | kwalificatie: 11de met 19,175 punten finale: 4de met 9,731 punten |
| Li Chunyang                                                    | vloer (m)                | 8e           | kwalificatie: 8ste met 19,450 punten finale: 8ste met 9,387 punten |
| Li Xiaoshuang                                                  | vloer (m)                | Goud         | kwalificatie: 10de met 19,425 punten finale: 1ste met 9,925 punten |
| Guo Linyao                                                     | individuele meerkamp (m) | 6e           | kwalificatie: 8ste vloer: 28ste met 19,175 punten sprong: 30ste met 19,025 punten brug: 6de met 19,425 punten rekstok: 7de met 19,425 punten ringen: 21ste met 19,350 punten paard met bogen: 4de met 19,500 punten totaal: 115,900 punten finale: vloer: 12de met 9,650 punten sprong: 5de met 9,800 punten brug: 12de met 9,600 punten rekstok: 19de met 9,550 punten ringen: 7de met 9,675 punten paard met bogen: 11de met 9,650 punten totaal: 57,925 punten  |
| Li Chunyang                                                    | individuele meerkamp (m) | 18e          | kwalificatie: 7de vloer: 8ste met 19,450 punten sprong: 19de met 19,100 punten brug: 12de met 19,300 punten rekstok: 23ste met 19,225 punten ringen: 9de met 19,575 punten paard met bogen: 14de met 19,275 punten totaal: 115,925 punten finale: vloer: 8ste met 9,700 punten sprong: 8ste met 9,750 punten brug: 5de met 9,700 punten rekstok: 16de met 9,575 punten ringen: 16de met 9,600 punten paard met bogen: 36ste met 8,875 punten totaal: 57,200 punten |
| Li Dashuang                                                    | individuele meerkamp (m) | kwalificatie | kwalificatie: 24ste vloer: 10de met 19,425 punten sprong: 27ste met 19,050 punten brug: 41ste met 18,950 punten rekstok: 40ste met 19,125 punten ringen: 45ste met 19,025 punten paard met bogen: 13de met 19,300 punten totaal: 114,875 punten |
| Li Ge                                                          | individuele meerkamp (m) | kwalificatie | kwalificatie: 24ste vloer: 29ste met 19,150 punten sprong: 42ste met 18,925 punten brug: 38ste met 18,975 punten rekstok: 17de met 19,250 punten ringen: 19de met 19,400 punten paard met bogen: 21ste met 19,175 punten totaal: 114,875 punten |
| Li Jing                                                        | individuele meerkamp (m) | kwalificatie | kwalificatie: 22ste vloer: 85ste met 18,175 punten sprong: 74ste met 18,600 punten brug: 5de met 19,500 punten rekstok: 3de met 19,550 punten ringen: 5de met 19,650 punten paard met bogen: 5de met 19,475 punten totaal: 114,950 punten |
| Li Xiaoshuang                                                  | individuele meerkamp (m) | 5e           | kwalificatie: 6de vloer: 10de met 19,425 punten sprong: 11de met 19,175 punten brug: 7de met 19,375 punten rekstok: 8ste met 19,400 punten ringen: 7de met 19,625 punten paard met bogen: 8ste met 19,450 punten totaal: 116,450 punten finale: vloer: 2de met 9,825 punten sprong: 8ste met 9,750 punten brug: 5de met 9,700 punten rekstok: 8ste met 9,625 punten ringen: 9de met 9,650 punten paard met bogen: 13de met 9,600 punten totaal: 58,150 punten      |
| Guo Linyao Li Chunyang Li Dashuang Li Ge Li Jing Li Xiaoshuang | meerkamp team (m)        | Zilver       | vloer: 2de met 96,825 punten sprong: 4de met 95,350 punten brug: 2de met 96,625 punten rekstok: 2de met 96,925 punten ringen: 2de met 96,700 punten paard met bogen: 2de met 97,050 punten totaal: 580,375 punten |
|                                                                |                          |              | |
| Li Yifang                                                      | balk (v)                 | kwalificatie | kwalificatie: 8ste met 19,699 punten |
| Lu Li                                                          | balk (v)                 | Zilver       | kwalificatie: 1ste met 19,812 punten finale: 2de met 9,912 punten |
| Yang Bo                                                        | balk (v)                 | 7e           | kwalificatie: 6de met 19,725 punten finale: 7de met 9,300 punten |
| Li Li                                                          | brug (v)                 | 8e           | kwalificatie: 8ste met 19,500 punten finale: 8ste met 9,887 punten |
| Lu Li                                                          | brug (v)                 | Goud         | kwalificatie: 6de met 19,824 punten finale: 1ste met 10,000 punten |
| He Xuemei                                                      | individuele meerkamp (m) | kwalificatie | kwalificatie: 27ste vloer: 26ste met 19,574 punten sprong: 67ste met 19,399 punten brug: 40ste met 19,575 punten balk: 12de met 19,650 punten totaal: 78,598 punten |
| Li Li                                                          | individuele meerkamp (m) | 14e          | kwalificatie: 20ste vloer: 22ste met 19,625 punten sprong: 32ste met 19,587 punten brug: 8ste met 19,800 punten balk: 21ste met 19,524 punten totaal: 78,536 punten finale: vloer: 16de met 9,825 punten sprong: 16de met 9,750 punten brug: 11de met 9,850 punten balk: 14de met 9,837 punten totaal: 39,262 punten |
| Li Yifang                                                      | individuele meerkamp (m) | kwalificatie | kwalificatie: 18de vloer: 27ste met 19,562 punten sprong: 27ste met 19,625 punten brug: 21ste met 19,712 punten balk: 8ste met 19,699 punten totaal: 78,598 punten |
| Lu Li                                                          | individuele meerkamp (m) | <center34e   | kwalificatie: 15de vloer: 33ste met 19,474 punten sprong: 29ste met 19,624 punten brug: 6de met 19,824 punten balk: 1ste met 19,812 punten totaal: 78,734 punten finale: vloer: 21ste met 9,812 punten sprong: 36ste met 8,737 punten brug: 33ste met 9,612 punten balk: 3de met 9,912 punten totaal: 38,073 punten |
| Yang Bo                                                        | individuele meerkamp (m) | 25e          | kwalificatie: 13de vloer: 19de met 19,662 punten sprong: 23ste met 19,650 punten brug: 23ste met 19,700 punten balk: 6de met 19,725 punten totaal: 78,737 punten finale: vloer: 23ste met 9,787 punten sprong: 2de met 9,912 punten brug: 14de met 9,837 punten balk: 35ste met 9,350 punten totaal: 38,886 punten |
| Zhang Xia                                                      | individuele meerkamp (m) | kwalificatie | kwalificatie: 35ste vloer: 43ste met 19,337 punten sprong: 67ste met 19,399 punten brug: 32ste met 19,625 punten balk: 29ste met 19,412 punten totaal: 77,773 punten |
| He Xuemei Li Li Li Yifang Lu Li Yang Bo Zhang Xia              | meerkamp team (v)        | 4e           | vloer: 4de met 98,035 punten sprong: 6de met 97,650 punten brug: 3de met 98,736 punten balk: 2de met 98,410 punten totaal: 393,141 punten |

### Judo
| Olympiër       | Onderdeel | Resultaat | Prestatie |
| -------------- | --------- | --------- | --------- |
| Chen Cailiang  | -60kg (m) | 13e       |           |
| Gao Erwei      | -65kg (m) | 13e       |           |
| Shi Chengsheng | -71kg (m) | 9e        |           |
| Wang Nan       | -86kg (m) | 13e       |           |
|                |           |           |           |
| Li Aiyue       | -48kg (v) | 9e        |           |
| Li Zhongyun    | -52kg (v) | Brons     |           |
| Jin Xianglan   | -56kg (v) | 14e       |           |
| Zhang Di       | -61kg (v) | Brons     |           |
| Leng Chunhui   | -66kg (v) | 9e        |           |
| Zhuang Xiaoyan | +72kg (v) | Goud      |           |

### Kanovaren
| Olympiër                                       | Onderdeel    | Resultaat | Prestatie                                                                     |
| ---------------------------------------------- | ------------ | --------- | ----------------------------------------------------------------------------- |
| Zhao Xiaoli Ning Menghua                       | K-2 500m (v) | 7e        | serie 2: 2de in 1.43,07 halve finale 1: 4de in 1.42,86 finale: 7de in 1.42,46 |
| Ning Menghua Wang Jing Wen Yanfang Zhao Xiaoli | K-4 500m (v) | 5e        | serie 1: 1ste in 1.36,15 finale: 5de in 1.41,12                               |

### Moderne vijfkamp
| Olympiër  | Onderdeel | Resultaat | Prestatie |
| --------- | --------- | --------- | --- |
| Zhang Bin | mannen    | 7e        | schermen: 49ste met 28 overwinningen (694 punten) zwemmen: 61ste in 3.40,5 (1108 punten) schietsport: 31ste met 185 punten (1045 punten) atletiek: 64ste in 15.06,5 (847 punten) paardensport: 31ste in 2.09,6 (976 punten) totaal: 4670 punten |

### Roeien
| Olympiër | Onderdeel       | Resultaat | Prestatie |
| --- | --------------- | --------- | --- |
| Feng Feng Sun Senlin Huang Xiaoping Xu Wuling Li Jianxin                                                        | vier-met (m)    | 7e        | serie 2: 3de in 6.25,03 herkansingen: 4de in 6.26,70 finale B: 2de in 6.11,52                                |
| Yao Jianzhong Li Zhongping Feng Feng Sun Senlin Huang Xiaoping Xu Wuling Zheng Xianwei Jiang Haiyang Li Jianxin | acht-met (m)    | 11e       | serie 3: 4de in 5.38,98 herkansingen: 2de in 5.43,44 halve finale 2: 5de in 5.44,82 finale B: 5de in 5.44,01 |
| |                 |           | |
| Gu Xiaoli Lu Huali                                                                                              | dubbel-twee (v) | Brons     | serie 3: 1ste in 7.27,62 halve finale 2: 1ste in 6.58,09 (OB) finale: 3de in 6.55,16                         |
| Feng Lili Gu Xiaoli Lu Huali Yang Hong                                                                          | dubbel-vier (v) | 7e        | serie 1: 4de in 6.40,38 herkansingen: 3de in 6.38,70 finale B: 1ste in 6.48,90                               |
| Cao Mianying He Yanwen Liu Xirong Zhou Shouying                                                                 | dubbel-vier (v) | 4e        | serie 1: 4de in 6.51,87 herkansingen: 1ste in 6.45,16 finale: 4de in 6.32,50                                 |
| Cao Mianying He Yanwen Li Ronghua Liang Xiling Lin Zhiai Liu Xirong Ma Linqin Pei Jiayun Zhou Shouying          | acht (v)        | 5e        | serie 1: 2de in 6.14,99 herkansingen: 2de in 6.13,80 finale: 5de in 6.12,08                                  |

### Schermen
| Olympiër                                                     | Onderdeel       | Resultaat | Prestatie                                              |
| ------------------------------------------------------------ | --------------- | --------- | ------------------------------------------------------ |
| Wang Haibin                                                  | floret (m)      | 29e       | 1e ronde groep 4: 5de met 3 overwinningen              |
| Wang Lihong                                                  | floret (m)      | 46e       | 1e ronde groep 2: 4de met 2 overwinningen              |
| Ye Chong                                                     | floret (m)      | 9e        | 1e ronde groep 1: 1ste met 6 overwinningen             |
| Ye Chong Wang Haibin Wang Lihong Chen Biao Lao Shaopei       | floret team (m) | 10e       | 1e ronde groep 2: 3de met 0 overwinningen              |
| Jia Guihua                                                   | sabel (m)       | 38e       | 1e ronde groep 5: 5de met 0 overwinningen              |
| Yang Zhen                                                    | sabel (m)       | 22e       | 1e ronde groep 3: 4de met 2 overwinningen              |
| Zheng Zhaokang                                               | sabel (m)       | 15e       | 1e ronde groep 6: 5de met 3 overwinningen finale: 15de |
| Jia Guihua Ning Xiankui Yang Zhen Jiang Yefei Zheng Zhaokang | sabel team (m)  | 7e        | 1e ronde groep 1: 2de met 1 overwinning finale: 7de    |
|                                                              |                 |           |                                                        |
| E Jie                                                        | floret (v)      | 28e       | 1e ronde groep 5: 3de met 4 overwinningen              |
| Wang Huifeng                                                 | floret (v)      | Zilver    | 1e ronde groep 4: 3de met 4 overwinningen finale: 2de  |
| Xiao Aihua                                                   | floret (v)      | 15e       | 1e ronde groep 7: 2de met 3 overwinningen              |
| E Jie Liang Jun Wang Huifeng Xiao Aihua Ye Lin               | floret team (v) | 6e        | 1e ronde groep 4: 1ste met 2 overwinningen             |

### Schietsport
| Olympiër       | Onderdeel                  | Resultaat | Prestatie                                                                                                 |
| -------------- | -------------------------- | --------- | --- |
| Du Long        | 10m luchtgeweer (m)        | 34e       | kwalificatie: 34ste met 582 punten (96-98-95-97-98-98)                                                    |
| Zhang Yingzhou | 10m luchtgeweer (m)        | 13e       | kwalificatie: 13de met 588 punten (99-97-98-98-99-97)                                                     |
| Jiang Rong     | 50m geweer 3 houdingen (m) | 10e       | kwalificatie: 10de met 1163 punten (398-384-381)                                                          |
| Zhang Yingzhou | 50m geweer 3 houdingen (m) | 31e       | kwalificatie: 31ste met 1150 punten (390-374-386)                                                         |
| Jiang Rong     | 50m geweer liggend (m)     | 11e       | kwalificatie: 11de met 596 punten (99-99-100-99-100-99)                                                   |
| Pang Yongying  | 50m geweer liggend (m)     | 39e       | kwalificatie: 39ste met 590 punten (98-98-98-98-100-98)                                                   |
| Wang Yifu      | 50m pistool (m)            | Zilver    | kwalificatie: 5de met 565 punten (94-96-95-95-92-93) finale: 2de met 657 punten                           |
| Xu Haifeng     | 50m pistool (m)            | 7e        | kwalificatie: 6de met 565 punten (96-96-93-94-94-92) finale: 7de met 652 punten                           |
| Wang Yifu      | 25m snelvuurpistool (m)    | 11e       | kwalificatie: 11de met 585 punten (292-293)                                                               |
| Wang Yifu      | 10m luchtpistool (m)       | Goud      | kwalificatie: 2de met 585 punten (95-95-97-100-97-99) finale: 1ste met 684,8 punten (OR)                  |
| Xu Haifeng     | 10m luchtpistool (m)       | 4e        | kwalificatie: 4de met 583 punten (100-96-97-93-98-99) finale: 4de met 681,5 punten                        |
| Shu Qingquan   | 10m bewegend doel (m)      | 8e        | kwalificatie: 8ste met 573 punten (290-283)                                                               |
| Zhang Ronghui  | 10m bewegend doel (m)      | 18e       | kwalificatie: 18de met 561 punten (282-279)                                                               |
|                |                            |           | |
| Xu Yanhua      | 10m luchtgeweer (v)        | 11e       | kwalificatie: 11de met 391 punten (96-98-98-99)                                                           |
| Zhang Qiuping  | 10m luchtgeweer (v)        | 31e       | kwalificatie: 31ste met 385 punten (95-96-97-97)                                                          |
| Zhang Qiuping  | 50m geweer 3 houdingen (v) | 10e       | kwalificatie: 10de met 579 punten (196-190-193)                                                           |
| Zhou Danhong   | 50m geweer 3 houdingen (v) | 11e       | kwalificatie: 11de met 579 punten (199-182-192)                                                           |
| Li Duihong     | 25m pistool (v)            | Zilver    | kwalificatie: 2de met 586 punten (293-293) finale: 2de met 680 punten                                     |
| Wang Lina      | 25m pistool (v)            | 18e       | kwalificatie: 18de met 574 punten (286-288)                                                               |
| Li Shuanghong  | 10m luchhtpistool (v)      | Zilver    | kwalificatie: 9de met 380 punten (94-93-96-97)                                                            |
| Wang Lina      | 10m luchhtpistool (v)      | 4e        | kwalificatie: 6de met 381 punten (97-92-96-96) finale: 4de met 479,7 punten                               |
|                |                            |           | |
| Wang Zhonghua  | skeet                      | 42e       | kwalificatie: 42ste met 143 punten                                                                        |
| Zhang Shan     | skeet                      | Goud      | kwalificatie: 1ste met 150 punten halve finale: 1ste met 200 punten (OR) finale: 1ste met 223 punten (OR) |
| Zhang Xindong  | skeet                      | 9e        | kwalificatie: 17de met 147 punten (97-92-96-96) halve finale: 9de met 197 punten                          |
| Zhang Bing     | trap                       | 8e        | kwalificatie: 7de met 146 punten halve finale: 8ste met 194 punten                                        |
| Zhang Yongjie  | trap                       | 39e       | kwalificatie: 39ste met 137 punten                                                                        |

### Schoonspringen
| Olympiër    | Onderdeel     | Resultaat | Prestatie                                                        |
| ----------- | ------------- | --------- | ---------------------------------------------------------------- |
| Tan Liangde | 3m plank (m)  | Zilver    | voorronde: 1ste met 426,39 punten finale: 2de met 645,57 punten  |
| Wei Lan     | 3m plank (m)  | 14e       | voorronde: 14de met 369,09 punten                                |
| Sun Shuwei  | 10m toren (m) | Goud      | voorronde: 2de met 447,96 punten finale: 1ste met 677,31 punten  |
| Xiong Ni    | 10m toren (m) | Brons     | voorronde: 1ste met 453,87 punten finale: 3de met 600,15 punten  |
|             |               |           |                                                                  |
| Gao Min     | 3m plank (v)  | Goud      | voorronde: 3de met 309,75 punten finale: 1ste met 572,40 punten  |
| Tan Shuping | 3m plank (v)  | 17e       | voorronde: 17de met 269,10 punten                                |
| Fu Mingxia  | 10m toren (v) | Goud      | voorronde: 1ste met 361,77 punten finale: 1ste met 461,43 punten |
| Zhu Jinhong | 10m toren (v) | 4e        | voorronde: 6de met 297,00 punten finale: 4de met 400,56 punten   |

### Synchroonzwemmen
| Olympiër                | Onderdeel | Resultaat    | Prestatie                                                             |
| ----------------------- | --------- | ------------ | --------------------------------------------------------------------- |
| Guan Zewen              | solo      | kwalificatie |                                                                       |
| Tan Min                 | solo      | 10e          |                                                                       |
| Wang Xiaojie            | solo      | kwalificatie |                                                                       |
| Guan Zewen Wang Xiaojie | duet      | 8e           | kwalificatie: 8ste met 177,563 punten finale: 8ste met 177,843 punten |

### Tafeltennis
| Olympiër              | Onderdeel      | Resultaat | Prestatie |
| --------------------- | -------------- | --------- | --- |
| Lü Lin                | enkelspel (m)  | 33e       | groep H: 3de V van KOR Kim: 0-2 V van IND Mehta: 0-2 W van MAR Legdali: 2-0 |
| Ma Wenge              | enkelspel (m)  | Brons     | groep G: 1ste W van CHI Morales: 2-0 W van TCH Korbel: 2-1 W van POL Skierski: 2-0 2e ronde: W van NED Haldan: 3-0 (21-15, 21-16, 21-13) kwartfinale: W van SWE Persson: 3-0 (21-14, 21-18, 21-8) halve finale: V van FRA Gatien: 2-3 (20-22, 22-20, 21-16, 12-21, 21-13)                                                |
| Wang Tao              | enkelspel (m)  | 5e        | groep K: 1ste W van NGR Bankole: 2-0 W van JPN Matsushita: 2-1 W van KSA Hamdan: 2-0 2e ronde: W van POL Grubba: 3-0 (21-13, 21-18, 21-7) kwartfinale: V van KOR Kim: 2-3 (19-21, 21-15, 12-21, 21-13, 18-21) |
| Lü Lin Wang Tao       | dubbelspel (m) | Goud      | groep A: 1ste W van CRO Primorac/Šurbek: 2-1 W van PRK Choi/Li: 2-0 W van PER W Nathan/Y Nathan: 2-0 kwartfinale: W van FRA Eloi/Gatien: 3-1 (21-14, 18-21, 21-13, 22-20) halve finale: W van KOR Kim/yoo: 3-1 (13-21, 21-17, 21-13, 21-15) finale: W van GER Fetzner/Roßkopf: 3-2 (26-24, 18-21, 21-18, 13-21, 21-14)   |
| Ma Wenge Yu Shentong  | dubbelspel (m) | 5e        | groep G: 1ste W van GBR Cooke/Prean: 2-0 W van NGR Bankole/Toriola: 2-1 W van CUB Arado/Roque: 2-0 kwartfinale: V van KOR Kang/Lee: 2-3 (8-21, 9-21, 21-14, 21-17, 18-21) |
|                       |                |           | |
| Chen Zihe             | enkelspel (v)  | 5e        | groep E: 1ste W van JPN Sato: 2-0 W van INA Augustin: 2-0 W van GHA Opokua: 2-0 2e ronde W van JPN Hoshino: 3-0 (21-12, 21-11, 21-7) kwartfinale: V van PRK Li: 1-3 (17-21, 21-19, 21-18, 21-10) |
| Deng Yaping           | enkelspel (v)  | Goud      | groep A: 1ste W van CAN Chiu: 2-0 W van USA Bhushan: 2-0 W van JOR Al-Hindi: 2-0 2e ronde: W van HUN Bátorfi: 3-0 (21-14, 21-12, 21-15) kwartfinale: W van PRK Yu: 3-0 (23-21, 21-16, 21-17) halve finale: W van KOR Hyun: 3-0 (21-6, 21-19, 21-17) finale: W van CHN Qiao: 3-1 (21-6, 21-8, 15-21, 23-21)               |
| Qiao Hong             | enkelspel (v)  | Zilver    | groep B: 1ste W van ITA Arisi: 2-0 W van GER Schall-Wosik: 2-1 W van RSA Roberts: 2-0 2e ronde: W van KOR Hong: 3-0 (22-20, 21-19, 21-16) kwartfinale: W van HKG Chai: 3-0 (21-13, 22-20, 21-14) halve finale: W van PRK Li: 3-1 (21-15, 21-15, 8-21, 21-11) finale: V van CHN Yaping: 1-3 (6-21, 8-21, 21-15, 21-23)    |
| Deng Yaping Qiao Hong | dubbelspel (v) | Goud      | groep B: 1ste W van JPN Matsumoto/Sato: 2-0 W van ROU Badescu/Bogoslov: 2-1 W van GHA Amankwaa/Opokuah: 2-0 kwartfinale: W van NED Hooman/Vriesekoop: 3-1 (21-15, 19-21, 21-10, 21-11) halve finale: W van KOR Hong/Hyung: 3-1 (17-21, 21-17, 21-17, 21-12) finale: W van CHN Chen/Gao: 3-1 (21-13, 14-21, 21-14, 21-19) |
| Gao Jun Chen Zihe     | dubbelspel (v) | Zilver    | groep A: 1ste W van GER Schall/Struse: 2-0 W van ROU Coisu/Nastase: 2-0 W van PER González/Montes: 2-0 kwartfinale: W van HKG Chai/Chan: 3-1 (21-6, 14-21, 21-15, 21-18) halve finale: W van PRK Li/Yu: 3-1 (21-12, 17-21, 21-13, 21-19) finale: V van CHN Deng/Qiao: 1-3 (13-21, 21-14, 14-21, 19-21)                   |

### Tennis
| Olympiër                   | Onderdeel      | Resultaat | Prestatie                                                                                        |
| -------------------------- | -------------- | --------- | ------------------------------------------------------------------------------------------------ |
| Meng Qiang-Hua Xia Jiaping | dubbelspel (m) | 17e       | 1e ronde: V van SUI Hlasek/Rosset: 5-7, 1-6, 2-6                                                 |
|                            |                |           |                                                                                                  |
| Chen Li-Ling               | enkelspel (v)  | 33e       | 1e ronde: V van USA Fernandez: 2-6, 3-6                                                          |
| Li Fang                    | enkelspel (v)  | 33e       | 1e ronde: V van NED Schultz: 5-7, 7-6(4), 4-6                                                    |
| Chen Li-Ling Li Fang       | dubbelspel (v) | 9e        | 1e ronde: W van GRE Papadáki/Zachariadou: 7-6(5), 6-3 2e ronde: V van ARG Paz/Tarabini: 0-6, 1-6 |

### Volleybal
| Olympiër | Onderdeel | Resultaat | Prestatie |
| --- | --------- | --------- | --- |
| Chen Fengqin Gao Lin Lai Yawen Li Guojun Li Yueming Ma Fang Su Huijuan Su Liqun Sun Yue Wang Yi Zhou Hong Wu Dan | zaal (v)  | 17e       | groep B: 4de V van Cuba: 1-3 (15-13, 11-15, 9-15, 11-15) V van Nederland: 2-3 (15-6, 17-15, 13-15, 14-16, 6-15) V van Brazilië: 2-3 (9-15, 15-7, 11-15, 16-14, 12-15) 7-8ste plek: V van Spanje: 0-3 (1-15, 3-15, 3-15) |

| Groep B |           |             |             |             |             |             |             |        |        |        |        |
| #       | Land      | Wedstrijden | Wedstrijden | Wedstrijden | Wedstrijden | Wedstrijden | Wedstrijden | Punten | Punten | Punten | Punten |
| #       | Land      | G           | W           | V           | SW          | SV          | SR          | SPW    | SPL    | Saldo  | Punten |
| 1       | Cuba      | 3           | 3           | 0           | 9           | 2           | +7          | 151    | 129    | +22    | 6      |
| 2       | Brazilië  | 3           | 2           | 1           | 7           | 6           | +1          | 170    | 145    | +25    | 5      |
| 3       | Nederland | 3           | 1           | 2           | 4           | 8           | −4          | 136    | 166    | −30    | 4      |
| 4       | China     | 3           | 0           | 3           | 5           | 9           | −4          | 174    | 191    | −17    | 3      |

| Ronde       | Datum     | Plaats    | Land | Score    | Land |
| ----------- | --------- | --------- | ---- | -------- | ---- |
| Groepsfase  |           |           |      |          |      |
| 29 juli     | Barcelona | China     | 1-3  | Cuba     |      |
| 31 juli     | Barcelona | Nederland | 3-2  | China    |      |
| 2 augustus  | Barcelona | China     | 2-3  | Brazilië |      |
| 7-8ste plek |           |           |      |          |      |
| 5 augustus  | Barcelona | Spanje    | 0-3  | China    |      |

### Wielersport
| Olympiër                                         | Onderdeel                     | Resultaat | Prestatie |
| Baan                                             | Baan                          | Baan      | Baan |
| ------------------------------------------------ | ----------------------------- | --------- | --- |
| Li Wenkai                                        | puntenkoers (m)               | 20e       | serie 1: 11de met 8 punten finale: 20ste met 1 punt                                                           |
|                                                  |                               |           | |
| Wang Yan                                         | sprint (v)                    | 5e        | kwalificatie: 9de in 12,154 1e ronde: 2de 1e ronde herkansingen: 1ste kwartfinale 2: V van FRA Ballanger: 0-2 |
| Wang Yan                                         | individuele achtervolging (v) | 15e       | kwalificatie: 15de in 4.04,085                                                                                |
| Weg                                              |                               |           | |
| Tang Xuezhong                                    | wegwedstrijd (m)              | 39e       | 4:35.56 |
| Wang Shusen                                      | wegwedstrijd (m)              | 64e       | 4:35.56 |
| Zhu Zhengjun                                     | wegwedstrijd (m)              | 44e       | 4:35.56 |
| Li Wenkai Wang Shusen Zhu Zhengjun Tang Xuezhong | ploegentijdrit (m)            | 15e       | 2:12.38 |

### Worstelen
| Olympiër       | Onderdeel   | Resultaat   | Prestatie |
| Vrije stijl    | Vrije stijl | Vrije stijl | Vrije stijl |
| -------------- | ----------- | ----------- | --- |
| Chen Zhengbin  | -48kg (m)   | 13e         | groep A: 7de W van IRI Rahmati: 6-3 V van USA Vanni: 2-3 V van KOR Kim: 1-3                                                                     |
| Ho Bisgaltu    | -74kg (m)   | 15e         | groep B: 8ste V van MGL Enkhbayar: 2-4 V van USA Monday: 0-4                                                                                    |
| Wang Chunguang | -130kg (m)  | 7e          | groep B: 4de W van TCH Schröder: 0-3 V van USA Baumgartner: 0-5 7-8ste plek: V van KOR Park: 0-9                                                |
| Grieks-Romeins |             |             | |
| Jiang Wei      | -48kg (m)   | 11e         | groep B: 6de V van ITA Maenza: 1-1 W van GUA Ramírez: 16-0 V van GER Yildiz: 0-3                                                                |
| Sheng Zetian   | -57kg (m)   | Brons       | groep B: 2de W van ESP Sierra: 2-0 W van FIN Pehkonen: 5-4 V van KOR An: 0-8 W van ROU Sandu: 7-5 bronzen finale: W van EUN Ignatenko: 5-4      |
| Hu Guohong     | -62kg (m)   | 15e         | groep A: 8ste V van GER Büttner: 7-8 V van POL Zawadzki: 0-4                                                                                    |
| Wei Qingkun    | -74kg (m)   | 11e         | groep B: 6de V van FRA Riemer: 0-8 W van POR Martins: 16-0 V van BUL Ivanov: 0-9                                                                |
| Tian Lei       | -130kg (m)  | 6e          | groep B: 3de W van JPN Suzuki: 4-0 W van POL Choromański: 6-2 V van HUN Klauz: 1-2 V van SWE Johansson: 0-6 5-6de plek: V van CAN Borodow: 0-12 |

### Zeilen
| Olympiër       | Onderdeel         | Resultaat | Prestatie                                  |
| -------------- | ----------------- | --------- | ------------------------------------------ |
| Chen Jiang     | lechner A-390 (m) | 20e       | 158,7 punten: (11-15-21-8-3-16-10-16-25-8) |
|                |                   |           |                                            |
| Zhang Xiaodong | lechner A-390 (v) | Zilver    | 65,8 punten: (2-5-6-6-3-3-1-5-4-8          |
| Shunfang Zhang | europe (v)        | 22e       | 146,0 punten: (23-18-20-21-19-18-14)       |

### Zwemmen
| Olympiër                                         | Onderdeel             | Resultaat | Prestatie                                             |
| ------------------------------------------------ | --------------------- | --------- | ----------------------------------------------------- |
| Xie Jun                                          | 100m vrije slag (m)   | 40e       | serie 6: 7de in 51,94                                 |
| Xie Jun                                          | 200m vrije slag (m)   | 37e       | serie 5: 7de in 1.55,51                               |
| Lin Laijiu                                       | 100m rugslag (m)      | 31e       | serie 6: 7de in 57,85                                 |
| Chen Jianhong                                    | 100m schoolslag (m)   | 15e       | serie 8: 5de in 1.03,08 finale B: 7de in 1.03,00      |
| Shen Jianqiang                                   | 100m vlinderslag (m)  | 15e       | serie 7: 4de in 54,53 finale B: 7de in 54,96          |
| Lin Laijiu Chen Jianhong Shen Jianqiang Xie Jun  | 4x100m wisselslag (m) | 13e       | serie 2: 4de in 3.46,85                               |
|                                                  |                       |           |                                                       |
| Yang Wenyi                                       | 50m vrije slag (v)    | Goud      | serie 7: 2de in 25,84 finale: 1ste in 24,79 (WR)      |
| Zhuang Yong                                      | 50m vrije slag (v)    | Zilver    | serie 6: 1ste in 25,56 finale: 2de in 25,08           |
| Le Jingyi                                        | 100m vrije slag (v)   | 6e        | serie 4: 1ste in 55,78 finale: 6de in 55,89           |
| Zhuang Yong                                      | 100m vrije slag (v)   | Goud      | serie 6: 4de in 55,87 finale: 1ste in 54,64 (OR)      |
| Lü Bin                                           | 200m vrije slag (v)   | 8e        | serie 4: 2de in 2.00,56 finale: 8ste in 2.02,10       |
| Zhuang Yong                                      | 200m vrije slag (v)   | 21e       | serie 5: 8ste in 2.04,12                              |
| Yan Ming                                         | 400m vrije slag (v)   | 22e       | serie 3: 7de in 4.23,69                               |
| Yan Ming                                         | 800m vrije slag (v)   | 37e       | serie 4: 7de in 9.14,63                               |
| He Cihong                                        | 100m rugslag (v)      | 13e       | serie 4: 5de in 1.03,83 finale B: 5de in 1.03,50      |
| Lin Li                                           | 200m rugslag (v)      | 12e       | serie 6: 6de in 2.15,87 finale: 4de in 2.15,38        |
| Lü Bin                                           | 200m rugslag (v)      | 31e       | serie 6: 8ste in 2.18,51                              |
| Lou Xia                                          | 100m schoolslag (v)   | 9e        | serie 6: 4de in 1.10,74 finale B: 1ste in 1.10,07     |
| Lu Di                                            | 100m schoolslag (v)   | 16e       | serie 5: 5de in 1.11,58 finale B: 8ste in 1.12,07     |
| Lin Li                                           | 200m schoolslag (v)   | Zilver    | serie 5: 5de in 2.29,99 finale: 2de in 2.26,85 (NR)   |
| Lu Di                                            | 200m schoolslag (v)   | 29e       | serie 5: 8ste in 2.38,63                              |
| Qian Hong                                        | 100m vlinderslag (v)  | Goud      | serie 7: 1ste in 59,37 finale: 1ste in 58,62 (OR)     |
| Wang Xiaohong                                    | 100m vlinderslag (v)  | 4e        | serie 6: 1ste in 59,34 finale: 4de in 59,10           |
| Qian Hong                                        | 200m vlinderslag (v)  | 29e       | serie 5: 8ste in 2.22,77                              |
| Wang Xiaohong                                    | 200m vlinderslag (v)  | Zilver    | serie 4: 2de in 2.11,83 finale: 2de in 2.09,01        |
| Lin Li                                           | 200m wisselslag (v)   | Goud      | serie 5: 1ste in 2.15,68 finale: 1ste in 2.11,65 (WR) |
| Lü Bin                                           | 200m wisselslag (v)   | 23e       | serie 5: 5de in 2.20,12                               |
| Lin Li                                           | 400m wisselslag (v)   | Zilver    | serie 3: 1ste in 4.45,74 finale: 2de in 4.36,73       |
| Yan Ming                                         | 400m wisselslag (v)   | 20e       | serie 4: 7de in 4.54,93                               |
| Le Jingyi Lü Bin Zhuang Yong Yang Wenyi Zhao Kun | 4x100m vrije slag (v) | Zilver    | serie 1: 1ste in 3.43,41 finale: 2de in 3.40,12       |
| He Cihong Lou Xia Qian Hong Le Jingyi            | 4x100m wisselslag (v) | 4e        | serie 3: 3de in 4.12,55 finale: 4de in 4.06,78        |

Albanië · Algerije · Amerikaanse Maagdeneilanden · Amerikaans-Samoa · Andorra · Angola · Antigua en Barbuda · Argentinië · Aruba · Australië · Bahama's · Bahrein · Bangladesh · Barbados · België · Belize · Benin · Bermuda · Bhutan · Bolivia · Bosnië en Herzegovina · Botswana · Brazilië · Britse Maagdeneilanden · Bulgarije · Burkina Faso · Canada · Centraal-Afrikaanse Republiek · Chili · China · Chinees Taipei · Colombia · Congo-Brazzaville · Cookeilanden · Costa Rica · Cuba · Cyprus · Denemarken · Djibouti · Dominicaanse Republiek · Duitsland · Ecuador · Egypte · El Salvador · Equatoriaal-Guinea · Estland · Ethiopië · Fiji · Filipijnen · Finland · Frankrijk · Gabon · Gambia · Gezamenlijk team · Ghana · Grenada · Griekenland · Groot-Brittannië · Guam · Guatemala · Guinee · Guyana · Haïti · Honduras · Hongarije · Hongkong · Ierland · IJsland · India · Indonesië · Irak · Iran · Israël · Italië · Ivoorkust · Jamaica · Japan · Jemen · Jordanië · Kaaimaneilanden · Kameroen · Kenia · Koeweit · Kroatië · Laos · Lesotho · Letland · Libanon · Libië · Liechtenstein · Litouwen · Luxemburg · Madagaskar · Malawi · Malediven · Maleisië · Mali · Malta · Marokko · Mauritanië · Mauritius · Mexico · Monaco · Mongolië · Mozambique · Myanmar · Namibië · Nederland · Nederlandse Antillen · Nepal · Nicaragua · Nieuw-Zeeland · Niger · Nigeria · Noord-Korea · Noorwegen · Oeganda · Oman · Oostenrijk · Pakistan · Panama · Papoea-Nieuw-Guinea · Paraguay · Peru · Polen · Portugal · Puerto Rico · Qatar · Roemenië · Rwanda · Saint Vincent‑Grenadines · Salomonseilanden · Samoa · San Marino · Saoedi-Arabië · Senegal · Seychellen · Sierra Leone · Singapore · Slovenië · Soedan · Spanje · Sri Lanka · Suriname · Swaziland · Syrië · Tanzania · Thailand · Togo · Tonga · Trinidad en Tobago · Tsjaad · Tsjecho-Slowakije · Tunesië · Turkije · Uruguay · Vanuatu · Venezuela · Verenigde Arabische Emiraten · Verenigde Staten · Vietnam · Zaïre · Zambia · Zimbabwe · Zuid-Afrika · Zuid-Korea · Zweden · Zwitserland · Onafhankelijke olympische deelnemers